# Abdallah ibn Muhammad
Abdallah ibn Muhammad var en umayaddisk emir som regerade i Córdoba 888–912.
Abdallah efterträdde al-Mundhir och efterträddes av Abd ar-Rahman III.
Han var gift med Onneca Fortúnez.